# 大联盟 (孟加拉国)
大联盟是孟加拉国的一个大帐篷选举联盟。该联盟成立于2008年。该联盟的意识形态为孟加拉民族主义、社会主义、世俗主义。该联盟由孟加拉国人民联盟、孟加拉国工人党等14个政党组成。